# Podbilo
Podbilo este o arie protejată (sit de importanță comunitară — SCI) din Croația întinsă pe o suprafață de 198,91 ha, integral pe uscat.

## Localizare
Centrul sitului Podbilo este situat la coordonatele 45°03′27″N 14°55′55″E / 45.057583°N 14.931923°E.

## Înființare
Situl Podbilo a fost declarat sit de importanță comunitară în iulie 2013 pentru a proteja 1 specie de plante.

## Biodiversitate
Situată în ecoregiunea mediteraneană, aria protejată nu include niciun habitat protejat.
La baza desemnării sitului se află o specie protejată de  plante: sisinei (Pulsatilla grandis).